# زوجة تحت التمرين (فلم تلفزيوني)
زوجة تحت التمرين، فيلم تلفزيوني كويتي، إنتج وعرض عام 1990 قبيل الغزو العراقي للكويت، وقام الفنان عبد الله الحبيل بطولته إلى جانب الفنانة هيفاء عادل، وبمشاركة أسمهان توفيق وإسماعيل الراشد وأمل عباس، يتحدث العمل عن زوج يحاول تصحيح أخطاء زوجته الذي ترتكبه دون قصد.